# Landschaftsschutzgebiet Biotopkomplex Krusfeld
Das Landschaftsschutzgebiet Biotopkomplex Krusfeld mit 7,4 ha Flächengröße liegt nördlich von Schwelentrup im Stadtgebiet von Dörentrup. Es wurde 2006 mit dem Landschaftsplan Oberes Begatal durch den Kreistag des Kreises Lippe als Landschaftsschutzgebiet (LSG) ausgewiesen.

## Beschreibung
Das LSG grenzt direkt an die Bebauung von Schwelentrup und besteht aus zwei Teilflächen. Das LSG umfasst eine beweidete Talmulde mit einem kleinen Bach, der nur periodisch Wasser führt. Dieser entspringt in einem Feldgehölz, mit Bäumen mit einem Brusthöhendurchmesser bis zu 80 cm. In Bachnähe stehen vermehrt Eschen. Nach Austritt aus dem Wäldchen wird der Bach zunächst noch von einer kurzen Pappelreihe mit wenigen Erlen begleitet. Der periodisch fließende Bach wird 
von einem durchschnittlich 5 m breiten und artenarmen Flutrasen gesäumt. Das restliche Grünland ist überwiegend artenarm, nur an den randlichen Böschungen sowie unter Zäunen finden sich zahlreiche Magerkeitszeiger. Dieses Grünland wird mit Pferden beweidet. Südlich des Friedhofes besitzt der Bach kein eindeutiges Bachbett mehr, er endet in einem schmalen Siekbereich mit vielen Kopfweiden, der in eine vernässte Wiese übergeht.

## Schutzzwecke für das LSG
Laut Landschaftsplan erfolgte die Ausweisung des LSG
- „zur Erhaltung und Wiederherstellung der Leistungsfähigkeit des Naturhaushaltes in ökologisch besonders wertvoll strukturierten Bereichen mit Wasser-, Klima- und Biotopschutzfunktionen,“
- „zur Erhaltung und Wiederherstellung von Quellbereichen und naturnahen Fließgewässern, Wald- und Grünlandbereichen unterschiedlicher Feuchtestufen, Feldgehölzen, Hecken und Obstwiesen,“
- „zur Erhaltung morphologisch ausgeprägter Bereiche zur Sicherung der landschaftlichen Eigenart und Vielfalt für die Erholung, “
- „zur Erhaltung wertvoller Biotopkomplexe aus Wald-Grünlandbereichen, Fließgewässern und Quellen sowie Biotopen nach § 62 LG mit wichtigen Refugial-, Puffer-, Trittstein- und Vernetzungsfunktionen,“
- „zur Erhaltung und Wiederherstellung wichtiger Rückzugsräume für die bedrohte Tier- und Pflanzenwelt,“
- „zur Sicherung von kulturhistorisch bedeutsamen Landschaften, z. B. Terrassenkulturlandschaften,“
- „zur Sicherung der das Orts- und Landschaftsbild gliedernden und belebenden und die dörflichen Siedlungsstrukturen prägenden Freiraumelemente.“[1]

## Rechtliche Vorschriften
Im Landschaftsschutzgebiet ist unter anderem das Errichten von Bauten und das Anlegen von Fischteichen verboten.